# Llyn Peris
Llyn Peris är en sjö i Storbritannien.   Den ligger i riksdelen Wales, i den sydvästra delen av landet, 300 km nordväst om huvudstaden London. Llyn Peris ligger 99 meter över havet. Arean är 0,24 kvadratkilometer. Trakten runt Llyn Peris består i huvudsak av gräsmarker. Den sträcker sig 0,7 kilometer i nord-sydlig riktning, och 0,8 kilometer i öst-västlig riktning.